# Lucija Drobac
Lucija Drobac (Dubrovnik, 19. prosinca 1985.) je hrvatska vaterpolistica i hrvatska reprezentativka. Po struci je ekonomistica. Igra na mjestu napadačice i u obrani.Visine je 169 cm. Igra desnom rukom.
Vaterpolo igra od 2004. godine. 
Sudjelovala je na EP 2010. kad su hrvatske vaterpolistice nastupile prvi put u povijesti. Te je sezone igrala za ŽVK Mladost.